# Gibbaeum shandii
Gibbaeum shandii es una especie de planta suculenta perteneciente a la familia de las aizoáceas.  Es originaria de Sudáfrica.

## Descripción
Es una pequeña planta suculenta perennifolia de pequeño tamaño que alcanza los 3 cm de altura a una altitud de 700 - 850  metros en Sudáfrica.
Es una pequeña planta con forma de piedras que son dos hojas carnosas desiguales apretadas conjuntamente.

## Taxonomía
Gibbaeum shandii fue descrito por   N.E.Br. y publicado en The Gardeners' Chronicle & Agricultural Gazette III, 72: 129. 1922.
Etimología
Gibbaeum: nombre genérico que deriva del latín gibba que significa "tuberculada".
shandii: epíteto
Sinonimia
- Gibbaeum pubescens subsp. shandii (N.E.Br.) Glen
- Mesembryanthemum shandii N.E.Br. (1921)[2][3]